# Клаудія Бокель
Клаудія Бокель (нім. Claudia Bokel, нар. 30 серпня 1973, Тер Апель, Нідерланди) — німецька фехтувальниця на шпагах, срібна (2004 рік) призерка Олімпійських ігор, чемпіонка світу, дворазова чемпіонка Європи.

## Виступи на Олімпіадах
| Олімпіада    | Дисципліна          | Місце |
| ------------ | ------------------- | ----- |
| Атланта 1996 | індивідуальна шпага | 9     |
| Атланта 1996 | командна шпага      | 7     |
| Сідней 2000  | індивідуальна шпага | 8     |
| Сідней 2000  | командна шпага      | 6     |
| Афіни 2004   | індивідуальна шпага | 12    |
| Афіни 2004   | командна шпага      | 2     |